# Christian von Nackreij
Christian von Nackreij, tidigare Nackreij, född 5 mars 1665 i Nakskov, död 19 februari 1722, var en svensk rådman och riksdagsledamot.

## Biografi
Christian von Nackreij föddes 1665 i Nakskov. Han var son till arrendatorn Christian Nackreij. von Nackreij blev rådman i Filipstads stad och arbetade som brukspatron på Edsvalla bruk i Nors socken. Han var riksdagsledamot för borgarståndet i Filipstad vid riksdagen 1719 och adlades 14 januari 1720 till von Nackreij. von Nackreij introducerades samma år i Sveriges Riddarhus som nummer 1712. Han avled 1722 och begravdes i Filipstads kyrka, där hans vapen sattes upp.

### Familj
von Nackreij gifte sig 1691 med Elisabet Fernell (1658–1718), dotter till borgmästare Jon Jonsson i Filipstad. Elisabet Fernell var änka efter brukspatronen Lars Bratt. von Nackreij och Fernell fick tillsammans barnen Christian von Nackreij (1692–1724), Magnus von Nackreij, brukspatronen Lars von Nackreij (1699–1742) på Edsvalla bruk och Maria Catharina von Nackreij (1700–1771) som var gift med överstelöjtnanten Magnus Roos af Hjelmsäter och överstelöjtnanten Bernt Vilhelm Brummer.